# Cocktail
Un cocktail (anticamente conosciuto in Italia con il nome di "bevanda arlecchina" o "polibibita") è una bevanda ottenuta tramite una miscela proporzionata ed equilibrata di diversi ingredienti alcolici, non alcolici e aromi. Un cocktail ben eseguito deve avere struttura, aroma e colore bilanciati; se eseguito senza l'uso di componenti alcoliche viene detto cocktail analcolico.
Il cocktail può presentare all'interno del bicchiere del ghiaccio, non presentarlo affatto (come alcuni cocktail invernali quali grog e punch), oppure può essere solo raffreddato con del ghiaccio. Una classe particolare di cocktail è costituita dagli shot, piccoli cocktail che possono avere tutte le caratteristiche di un normale cocktail e sono serviti in due tipi di bicchieri, gli shot e i bite.
Per prevenire l'abuso sia di nomi fittizi di cocktail sia di modifiche arbitrarie a cocktail conosciuti, l'International Bartenders Association ne ha codificati 77 a cui ogni anno si aggiungono o vengono eliminati altri cocktail.

## Storia
La parola cocktail appare per la prima volta nell'edizione del 13 maggio 1806 del Balance and Columbian Repository che ne dava la seguente definizione:
(Balance and Columbian Repository)

### Etimologia
L'etimologia del termine cocktail non è chiara, esistono tuttavia diverse ipotesi sulla sua origine:
- potrebbe derivare dai termini inglesi cock (gallo) e tail (coda), forse per il fatto che verso il 1400 nelle campagne inglesi si beveva una bevanda variopinta ispirata ai colori della coda del gallo da combattimento;
- potrebbe derivare dal termine francese coquetier, un contenitore per uova che veniva usato a New Orleans per servire liquori durante il XIX secolo;
- potrebbe essere una distorsione dal latino [aqua] decocta, cioè acqua distillata;
- potrebbe derivare dalla leggenda che narra di una nave di ricchi inglesi che, approdando in Sud America, festeggiavano bevendo liquori europei e succhi tropicali mescolati con una colorata piuma di gallo;
- nel 1600-1700 i marinai inglesi approdavano nel porto di Campeche in Messico, dove veniva loro servita una bibita mista con all'interno una radice o erba che i locali in lingua spagnola chiamavano "coda di gallo" (cola de gallo). Da lì cock-tail;
- potrebbe derivare da una leggenda medioevale per la quale l'inizio della giornata era segnato dal canto del gallo, mentre la fine da una bevanda alcolica. Segnando la fine della giornata venne chiamata l'usanza "cock-tail", nonché coda di gallo.

La prima pubblicazione di una guida che includesse ricette di cocktail è del 1862: How to Mix Drinks; or, The Bon Vivant's Companion, del professor Jerry Thomas. Oltre alla lista delle solite bevande con mix di liquori, vi erano scritte 10 ricette che erano chiamate "Cocktails". L'ingrediente che differenziava i "cocktails" dalle altre bevande in questo compendio era l'uso degli amari, anche se questo tipo di ingrediente non si trova oramai quasi più nelle ricette moderne.
Durante il Proibizionismo negli Stati Uniti (1919-1933), quando il consumo di alcool era illegale, i cocktail erano comunque bevuti negli speakeasies. Durante questo periodo la qualità dei liquori era scadente rispetto ai periodi precedenti, per questo motivo i baristi tendevano a mescolare i liquori con altri ingredienti.
Proprio a questo periodo si fanno risalire le prime vere raccolte di ricette per cocktail dell'era moderna, soprattutto in Europa, con la Guide du barman et du gourmet chic del 1921 e 900 recettes de cocktail et Boissons Américaines, del 1927, entrambe a cura di Adolphe Torelli (barista del Winter Palace di Nizza) e il The Savoy Cocktail inglese del 1931. Anche cinema e letteratura hanno contribuito al successo dei cocktail.

## Preparazione
La preparazione di un cocktail, come per qualsiasi ricetta di cucina, comporta una serie di fattori: la variabile principale è costituita dagli ingredienti e la loro quantità, quindi le tecniche e gli strumenti di miscelazione e infine la presentazione.

### Ingredienti
Gli ingredienti sono suddivisibili in quattro categorie principali, ossia basi, coloranti, aromatizzanti e decorazioni:
- base: la base è l'elemento intorno al quale si costituisce il cocktail, di solito si tratta di un distillato bianco (o scuro) che dà struttura alla bevanda. In base alla caratterizzazione del distillato si avranno basi neutre (es. vodka o rum), parzialmente caratterizzati (es. whiskey o cachaça) o fortemente caratterizzati (es. gin o tequila)
- aromatizzante: l'aromatizzante è l'elemento che arricchisce il ventaglio olfattivo e gustativo, liquori o creme sono generalmente quelli più usati che danno profumo e gusto. Base e aromatizzante potrebbero essere sintetizzati in un liquore o crema (che sono bevande diverse dai distillati)
- colorante: il colorante migliora il colore e la piacevolezza della bevanda; è un soft drink come cola, tonica, sciroppi, frutta. Nel cocktail ne influenza l'aspetto visivo e il gusto
- decorazione: serve per migliorare l'impatto estetico della bevanda; alcune volte può anche variare l'aroma del cocktail, come ad esempio le crustas, ossia zucchero o sale passati sul bordo del bicchiere inumidito. Solitamente si utilizza frutta (bucce o spicchi di agrumi, ciliegie sotto spirito, olive) o aromi (zucchero, sale, cacao, noce moscata).

#### Unità di misura
Il dosaggio degli ingredienti nelle ricette possono essere indicati con diverse unità di misura, a seconda della necessità, della tecnica e della nazione. Le principali unità di misura sono tre:
- centilitri (cl.): è l'unità di misura più precisa, in quanto permette dosaggi molto piccoli. Necessita del jigger, attrezzo che permette di misurare precisamente la razione di liquido, e dell'utilizzo del bicchiere adatto alla ricetta, in quanto ogni bicchiere ha una capacità standardizzata. È il dosaggio utilizzato nello stile classico, dall'IBA[2], dall'AIBES[3], e dall'AIBM[4]
- once (oz.): è l'unità di misura più quantizzata e rapida, ma meno precisa (un'oncia equivale a 3 cl.). Per calcolare l'oncia è possibile utilizzare il pourer, strumento utilizzato soprattutto nell'american bartending, stile che necessita di rapidità, ed utilizzata pertanto dai ricettari di tali categorie
- decimi (x/x): è l'unità di misura più adattabile. Può essere espressa in decimi, terzi, quarti, quinti, mezzi e altre unità inferiori/superiori a seconda della ricetta. Nell'ambito del Barman classico l'AIBES ha iniziato ad usare la linea di ricette indicate in centilitri affiancata a quella decimale. I motivi del lento abbandono della notazione decimale vanno ricercati nella sua imprecisione e nel fatto che ogni bicchiere ha una capacità differente, e senza conoscerla a priori è impossibile realizzare un cocktail perfetto utilizzando il sistema in decimi, mentre il sistema in once e in cl non crea problemi di questo tipo.

Vi sono poi altre unità di misura scarsamente utilizzate (es. cucchiai/spoon, parti) a causa della bassa precisione, o utilizzati solo per specifici ingredienti (es. gocce per l'Angostura).

### Tecniche di miscelazione
Ogni cocktail necessita di una tecnica particolare di preparazione, che valorizzi gli aspetti gustativi ed estetici finali caratteristici di ogni composto. Le tecniche principali sono:
- shaking (o shakerato, che si può tradurre con "agitato"): gli ingredienti vengono inseriti in uno shaker pieno di ghiaccio e quindi mescolati tramite lo scuotimento dello strumento (la durata dell'agitazione deve essere intorno a 10-20 secondi). Questa tecnica permette, oltre la miscelazione di liquidi difficilmente miscibili, un'ossigenazione e abbassamento della temperatura rapida del liquido
- stirring (o mescolato): gli ingredienti vengono versati direttamente nel bicchiere o in un mixing glass e mescolati con uno stirrer o un cucchiaio da bar. Questa tecnica, utilizzata principalmente con ingredienti con densità simile, permette di mischiare dolcemente gli ingredienti mantenendo al contempo le note caratteristiche degli ingredienti ben distinguibili
- mixing & straining: gli ingredienti vengono mescolati in un mixing glass o shakerati (senza ghiaccio), quindi si filtra il composto con uno strainer nel bicchiere spesso precedentemente raffreddato. Questa tecnica permette di mescolare;
- muddler (o pestato): gli ingredienti solidi (zucchero, frutta, erbe) vengono pestati con un muddler, per farne fuoriuscire l'essenza
- build: gli ingredienti vengono versati direttamente nel bicchiere. La variante del build è chiamato layer, che prevede che gli ingredienti si versino in un bicchiere piccolo (solitamente shot) molto delicatamente, facendo in modo che i liquidi, che devono avere densità diverse, rimangano stratificati e non mescolati; solitamente, per semplificare il lavoro, i liquidi vengono versati sul dorso di uno stirrer o un cucchiaio da bar poggiato sul bordo del bicchiere.[5]
- frozen: gli ingredienti vengono versati in un blender riempito di ghiaccio e frullati in modo da ricavare una bevanda simile ad un sorbetto o anche con consistenza liquida e vellutata.

### Stile
Lo stile del barman/barista può essere:
- bartender
- classico
- flair bartender

Il primo si riferisce a una costruzione del cocktail basata su tecniche americane e misurazioni in once (1 oncia = 3cl) utilizzando un sistema di conteggio chiamato free pouring ed è utilizzato da barman che lavorano in locali affollati. Il secondo a un barman da hotel dove il lavoro è più lento e ci si concentra principalmente sulla qualità; l'ultimo si ispira ad un modello di barman acrobatico, il cui scopo è far da bere a un medio livello dando spettacolo con simpatici movimenti acrobatici. Il flair si distingue in due tipi: il Working flair e l'Exhibition flair. Il primo è finalizzato alla preparazione di uno o più cocktail. L'Exhibition serve, invece, per attirare il cliente al banco eseguendo uno spettacolo acrobatico con bottiglie vuote. Esistono competizioni su scala mondiale di questa disciplina, dette appunto Flair competition.

## Classificazione
I cocktail possono essere classificati in base a vari fattori caratterizzanti, tra i quali il momento del consumo, la presentazione, la capacità o la struttura. Ne risulta una serie di possibili categorizzazioni.

### Momento del consumo
I cocktail vengono consumati solitamente nella seconda parte della giornata. La categorizzazione secondo il momento di consumo quindi si distingue principalmente sulla base dell'effetto dato all'organismo, dividendo i composti quindi il momento del consumo è distinto sulla base della cena:
- pre dinner: vengono serviti come aperitivi, dal latino aperire (aprire); molti sono caratterizzati dalla proprietà di stimolare la salivazione e, di riflesso, l'appetito. Salvo eccezioni, sono caratterizzati dalla prevalenza di aromi amareggianti. In Italia vengono spesso supportati da stuzzichini di contorno
- after dinner: serviti dopo cena, possono essere digestivi oppure sostituire e\o accompagnare un dessert. Sono caratterizzati dalla presenza di liquori e creme, una composizione olfattiva e gustativa complessa, abbinati spesso a una componente alcolica decisa
- any time: sotto questo termine vengono inseriti molti cocktail, dai sapori molto variegati ma accomunati da sapori spesso freschi e dissetanti, oppure dolci. Sono composti da una base alcolica molto variabile, l'uso di addolcitori, succhi di frutti o analcolici e spesso riccamente decorati. L'highball rientra nella categoria degli any time, perché ha una presenza molto abbondante di componenti analcolici.

L'I.B.A. ha utilizzato questa categorizzazione fino al 2010
.

### Presentazione
I cocktail possono essere presentati, in base agli ingredienti e alla tecnica di miscelazione in diversi stati:
- liquido: è lo stato principale dei cocktail, con o senza ghiaccio
- cremoso: contiene crema di latte, uova o un altro ingrediente che possa rendere il composto semifluido (succo di pomodoro, gelato, liquore cremoso)
- frozen: gli ingredienti sono frullati con ghiaccio, ricavando un composto simile ad un sorbetto o liquido
- pestato: gli ingredienti sono pestati e serviti con ghiaccio tritato grossolanamente.

### Capacità
I cocktail possono esser serviti in vari bicchieri
- shot: serviti in bicchieri da cicchetto
- short drink, se serviti nelle coppette da cocktail
- medium drink se serviti in tumbler bassi
- long drink se serviti in tumbler alti o altri bicchieri di alta capacità; con il termine si è passati anche a indicare cocktail definiti più correttamente Highball, ossia bevande in cui la componente analcolica è superiore alla componente alcolica.

### Struttura
La classificazione secondo la struttura è la più eterogenea e variabile fra tutte, in quanto basata sui sapori e sulla composizione. Dato che col tempo sono aumentati sia la disponibilità degli ingredienti che il consumo di cocktail, il numero di varianti è cresciuto considerevolmente, dando origine a molte classi, stili e famiglie.
| Classe                                            | Caratteristica | Stile (famiglia) |
| ------------------------------------------------- | --- | --- |
| Ancestral, Sour & Julep                           | Sono accomunati dall'uso dello zucchero: gli ancestral contengono Soda, i sour limone o lime (chiamato Sweet & sour), i julep menta | - Caribe (Caipi) - Collins - Fizz - Sling                                                                           |
| Duo e Trio                                        | I duo contengono un liquore e un distillato, i trio aggiungono un ingrediente cremoso come la crema di latte o la crema di whiskey  | - Cream & Cocoa - Dark drink - Gangster (Triade)                                                                    |
| French-italian                                    | Presenza di vino spumante e/o vermouth                                                                                              | - Americani - Martinis - Sparkling                                                                                  |
| Highball (erroneamente definito anche Long Drink) | Presenza preponderante di analcolici                                                                                                | - Cape Codder - Lemon drink - Tonic Drink - Cola Drink - Liquid Energy - Cooler - Tiki/Exotic/Tropical (Colada, OJ) |
| Hard Drink                                        | Presenza preponderante o esclusiva di distillati                                                                                    | - Iced tea - Pousse-café (B-52)                                                                                     |
| Snappers                                          | Presenza di ingredienti sapidi quali succo di pomodoro o uova                                                                       | - Nogg & flip - Bloodies                                                                                            |
| Bowl                                              | Presenza di frutta intera, zucchero e spezie. Spesso son serviti in grosse ciotole o caraffe                                        | - Punch - Cobbler                                                                                                   |
| Orphan                                            | tutti quelli che non rientrano in alcuna categoria                                                                                  | - Albatros |